# Bodo Straubel

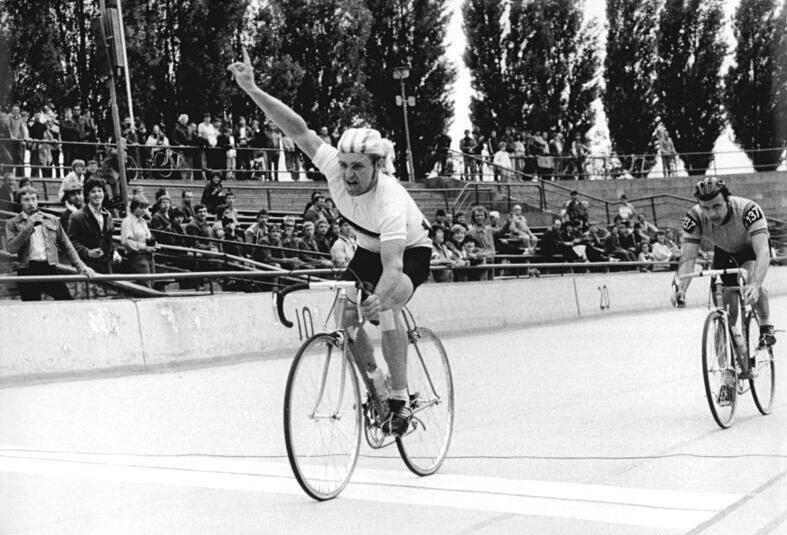
Bodo Straubel gewinnt Rund um Berlin 1984, Hans-Joachim Meisch geht als Zweiter über die Ziellinie, Zieleinlauf auf der Radrennbahn Weißensee

Bodo Straubel (* 27. März 1958) ist ein ehemaliger deutscher Radrennfahrer aus der DDR.

## Sportliche Laufbahn
Für den SC DHfK Leipzig holte Bodo Straubel bei den DDR-Straßen-Radmeisterschaften zwischen 1977 und 1983 sechs Medaillen. 1981 wurde Bodo Straubel DDR-Meister im Mannschaftszeitfahren mit dem SC DHfK Leipzig (Martin Goetze, Andreas Petermann und Uwe Raab) und gewann die Oder-Rundfahrt sowie Berlin–Bad Freienwalde–Berlin. Bei Rund um das Muldental war er 1982 erfolgreich. 1983 errang er den Titel im Einzel-Straßenrennen. Ebenfalls 1981 bestritt er für den SC DHfK das Etappenrennen DDR-Rundfahrt und wurde in der Gesamtwertung Zehnter. Bereits 1980 hatte Straubel mit der Polen-Rundfahrt ein weiteres Etappenrennen bestritten, bei dem er nach einem dritten Platz auf der fünften Etappe in der Gesamteinzelwertung Rang 15 erreichte. Bei seiner zweiten Polentour wurde er Zweiter im Gesamtklassement. Zweimal – 1981 und 1984 – gewann er Rund um Berlin und ebenfalls zweimal – 1979 und 1981 – Berlin–Cottbus–Berlin. Bei der Internationalen Thüringen-Rundfahrt holte sich Straubel 1981 und 1984 jeweils den dritten Platz, 1982 gewann er eine Etappe. Mit dem Rumänien-Cup 1982 gewann er eine internationale Etappenfahrt. 1984 siegte er im Auswahlrennen Rund um Langenau. Nachdem er aus dem SC DHfK Leipzig ausgeschieden war, startete er für die ASG Weißenfels und versuchte sich auch bei Steherrennen.

## Berufliches
Heute führt Straubel ein Hotel in Canow vermietet Ferienwohnungen und ist als Freizeitsportler weiterhin im Radsport aktiv.